# Сейлз, Ли
Ли Пе́та Сейлз (англ. Leigh Peta Sales; 10 мая 1973, Брисбен, Куинсленд, Австралия) — австралийская журналистка, телеведущая и писательница.

## Биография
Ли Пета Сейлз родилась 10 мая 1973 года в Брисбене (штат Куинсленд, Австралия).
Ли окончила «Aspley State High School», «Deakin University» (мастер международных отношений) и «Queensland University of Technology» (бакалавр в области журналистки).

## Карьера
Ли была корреспондентом вашингтонской сети в 2001—2005 года, охватив истории войны в Ираке, президентские выборы 2004 года, Гуантанамо и урагана Катрина. В 2011 году Сейлз была назначена ведущий новостей на «ABC» и информационно-аналитической программы «7,30». В январе 2013 года она провела 70-минутное «Townterview» — смесь интервью госсекретаря США Хиллари Клинтон в ратуше и на телевидение. Это была последняя такая программа для Клинтон в качестве госсекретаря.

## Личная жизнь
С 1996 года Ли замужем за аниматором Филом Уиллисом. У супругов есть два сына — Дэниел Оскар Уиллис (род. 20.01.2012) и Джеймс Кристофер Уиллис (род. 27.02.2014).